# 채널 십오야
채널 십오야는 대한민국의 방송국 tvN에서 운영하는 대한민국의 유튜브 채널이다. tvN 소속 나영석 사단 및 신원호 사단에서 제작한 자체적인 예능 콘텐츠를 매주 업로드하고 있다. 일부 프로그램은 TvN 및 타 CJ ENM 채널에서도 방송된다.

## 자체 제작 프로그램 목록
현재 방송중이거나 방송 예정인 프로그램은 기울임 표시
| 프로그램명                                      | 출연진            | 공식 사이트                     | 비고                                    |
| ----------------------------------------------- | ----------------- | ------------------------------- | --------------------------------------- |
| MINO X P.O 신서유기 스핀 오프 프로젝트          | 송민호, P.O       |                                 | 강식당 테마곡 제작                      |
| 아간세 (아이슬란드 간 세끼)                     | 은지원, 이수근    | 보관됨 2021-04-13 - 웨이백 머신 | 백만 구독자 미달 공약 이행 프로젝트 (1) |
| 라끼남 (라면 끓여먹는 남자)                     | 강호동            | 보관됨 2021-04-13 - 웨이백 머신 |                                         |
| 마포멋쟁이                                      | 송민호, P.O       | 보관됨 2021-04-13 - 웨이백 머신 |                                         |
| 삼시네세끼                                      | 젝스키스          | 보관됨 2020-07-21 - 웨이백 머신 | 백만 구독자 미달 공약 이행 프로젝트 (2) |
| 슬기로운 하드털이                               | 슬기로운 의사생활 |                                 | 슬기로운 의사생활 미방분 방영           |
| 나홀로 이식당                                   | 이수근            | 보관됨 2021-04-17 - 웨이백 머신 | 백만 구독자 미달 공약 이행 프로젝트 (3) |
| 언제까지 어깨춤을 추게 할 거야                  | 규현              | 보관됨 2021-05-18 - 웨이백 머신 |                                         |
| 악마는 정남이를 입는다                          | 배정남, 조재윤    | 보관됨 2021-01-21 - 웨이백 머신 |                                         |
| 유희열X젝키 공약이행 프로젝트 뒤돌아보지 말아요 | 젝스키스, 유희열  | 보관됨 2021-03-03 - 웨이백 머신 | 삼시네세끼 공약 이행 프로젝트           |
| 슬기로운 캠핑생활                               | 슬기로운 의사생활 |                                 |                                         |
| 출장십오야                                      | 나영석            | 보관됨 2021-04-13 - 웨이백 머신 |                                         |
| 악마는 정남이를 입는다 2                        | 배정남, 카이      |                                 |                                         |
| 송민호의 파일럿                                 | 송민호            |                                 |                                         |